# アラス川

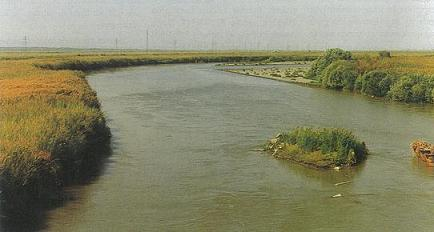
ウードゥルを流れるアラス川

アラス川（アラスがわ、英語: Aras River, Araks、Arax、Araxi、Araxes、ArazまたはYeraskhとも、アルメニア語: Արաքս、ペルシア語: ارس、トルコ語: Aras、アゼルバイジャン語: Araz、クルド語: ArasまたはAraz、ロシア語: Аракс）は、トルコ、アルメニア、イランおよびアゼルバイジャンの各国を流れる全長1,072kmの川である。クラ川に合流し、最終的にカスピ海に注ぐ。カフカースを流れる主要な河川の一つとなっている。
アラス川は、エデンの園がチグリス・ユーフラテス川の上流にあったとする仮説において、旧約聖書の創世記に登場する「ギホン川」に比定される。

## 概要
アラス川は、トルコエルズルム県のエルズルム近郊に源を発する。同国カルス県でAkhurian川と合流し、トルコとアルメニアの国境に沿って流れ、トルコとアゼルバイジャンのナヒチェヴァン自治共和国とをつなぐ回廊地帯の近くを通過する。アラス川はさらに東に向かい、イランとナヒチェヴァンの国境を流れる。さらにイランとアルメニア、イランとアゼルバイジャンの国境を流れ、北に向きを変えてアゼルバイジャン国内に入る。サビラバドでクラ川に合流し、その後カスピ海に流れ込む。
イラン、アルメニアおよびアゼルバイジャンの国境をなすアラス川一帯にはコーカサスクロライチョウ、アカシカ、アルメニアムフロン、ヒョウなどが生息している。2023年に川の南側のイラン国内の1,670km²はユネスコ世界ジオパークに指定される。

## 歴史
アルメニアの言い伝えによると、アラス川の由来は、アルメニアの伝説上の家長であるハイクの曾孫の名前、Arastから来ている。さらにこれがギリシャ語化してAraxesとなり、クラ川やアラス川流域に有史以前に栄えたクラ・アラクセス文化の名称に使われている。しかし、多くの場合、特にヘロドトスの「歴史」第1巻クレイオでの記述のように、ヴォルガ川がアラクセス川と呼ばれている。
近代においては、アラス川は政治的境界を示す地理的な意味を持っていた。1813年のゴレスターン条約、1828年のトルコマーンチャーイ条約では、アラス川はロシア帝国とガージャール朝との国境として設定された。その後、イランとソビエト連邦がポルダシュト地域にダムを建設している。

## 支流
- アフリアン川
- フラズダン川